# Marlon Garnett
Marlon Errol Garnett (Los Ángeles, 3 de julio de 1975) es un exjugador y actual entrenador de baloncesto de Estados Unidos, internacional por Belice desde 1999 hasta la actualidad. Actualmente ejerce de entrenador asistente en los Charlotte Hornets de la NBA.

## Carrera
Tras acabar su carrera colegial con éxito en la universidad de Santa Clara, donde era conocido con el apodo de "Money G" y siendo reconocido como jugador del año en su conferencia logró un contrato con Boston Celtics el año del cierre patronal, comenzando la temporada en enero, si bien acabó cortado en mayo. Siguió entonces probando en Ligas de Verano y jugando en la CBA o la ABA hasta que decidió dar el salto a Europa.
Su primera incursión en el Viejo Continente fue en el Estudiantes, con la temporada 2001-01 empezada, sustituyó a Rico Hill y aunque una lesión le impidió acabar la temporada sus buenas prestaciones le hicieron ganarse la renovación, jugando una temporada más con el equipo madrileño, en la ACB fue dos veces elegido jugador de la semana. De ahí pasó a baloncesto italiano donde permaneció 4 temporadas (sin jugar la primera en Milán) en diferentes equipos, destacando su participación con la Benetton de Treviso, donde logró los títulos de la Supercopa y Copa italianas en la 2004-05. Tras su paso por Italia volvió a Estudiantes para jugar una temporada más antes de iniciar su etapa croata, jugando para Split, Zadar y al principio de la 2009-10 con Cedevita, club de donde salió cortado, aceptando entonces una oferta del básquet Iraní.

## Trayectoria
Jugador
- 1993/97: Santa Clara Broncos. NCAA  Estados Unidos
- 1998/99: Boston Celtics. NBA  Estados Unidos
- 1999/00: Grand Rapids Hoops. CBA  Estados Unidos
- 1999/00: Fort Wayne Fury. CBA  Estados Unidos
- 2000/01: San Diego Wildfire. ABA  Estados Unidos
- 2000/02: Adecco Estudiantes. ACB  España
- 2002/03: Olimpia Milán. LEGA  Italia
- 2003/04: Pallacanestro Messina. LEGA  Italia
- 2004/05: Benetton Treviso. LEGA  Italia
- 2005/06: Pallacanestro Varese. LEGA  Italia
- 2006/07: MMT Estudiantes. ACB  España
- 2007/08: KK Split. NLB  Croacia
- 2008/09: KK Zadar. NLB  Croacia
- 2009/10: Cedevita Zagreb. NLB  Croacia
- 2009/10: Zob Ahan Esfahan. Superliga  Irán
- 2010/11: Mahram Teherán Basketball Team. Superliga  Irán
- 2012: Atléticos de San Germán. BSN  Puerto Rico
- 2013: BK Inter Bratislava. Slovakian Extraliga  Eslovaquia

Entrenador
- 2015–2016: San Antonio Spurs (asist.)  Estados Unidos
- 2016–2018: Phoenix Suns (asist.)  Estados Unidos
- 2018–2021: Atlanta Hawks (asist.)  Estados Unidos
- 2021–presente: Charlotte Hornets (asist.)  Estados Unidos[1]

## Palmarés
- Campeón de la Copa de Italia 2005.
- Campeón Supercopa de Italia 2004.
- Medalla de Plata COCABA 2009 con Belice.